# ディーヒターホルン
ディーヒターホルン（Diechterhorn）とは、ユーラシア大陸の西部のアルプス山脈の西部を構成する山の1つである。

## 概要

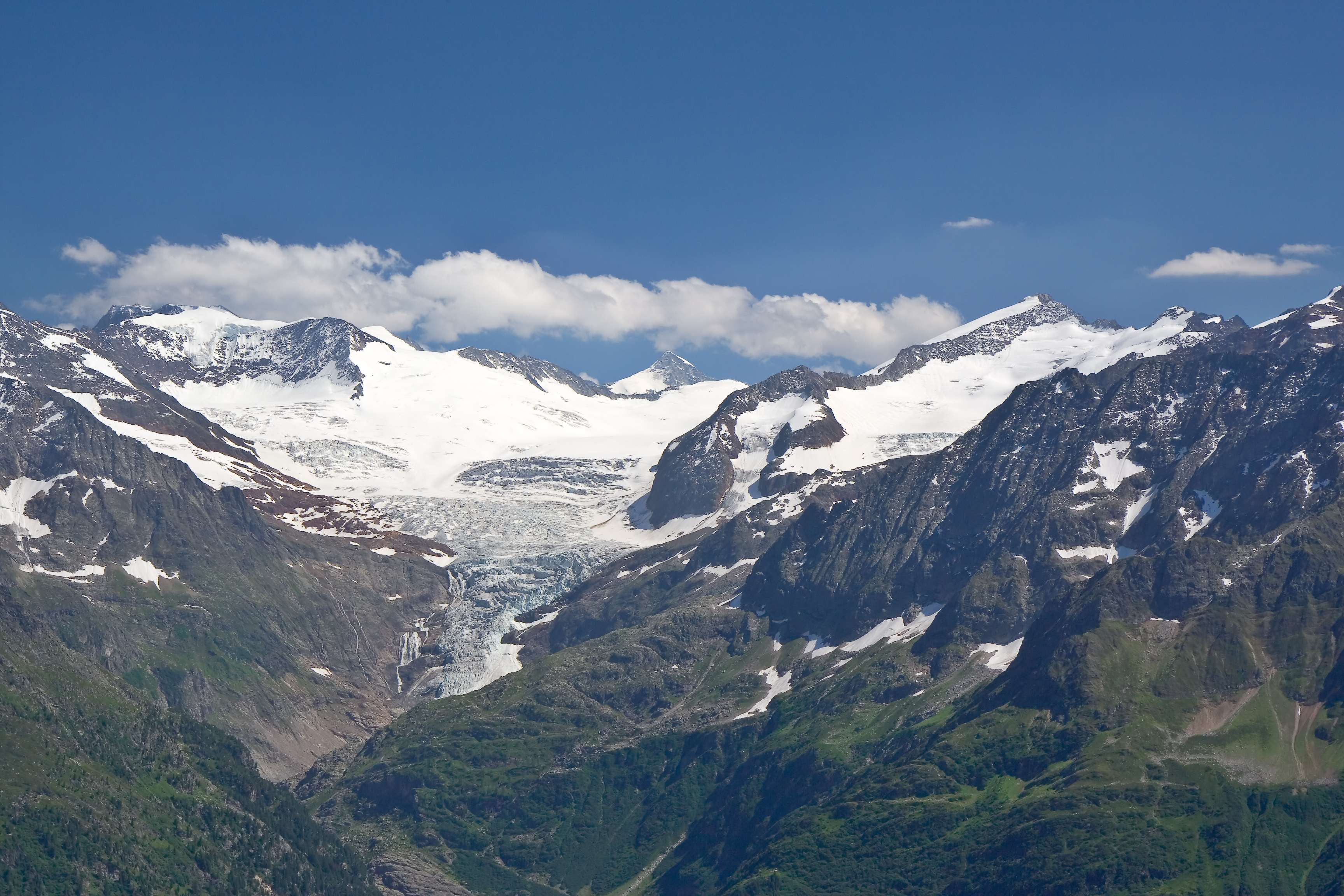
周辺の山々も含めて北側から撮影した写真。写真の中央やや左に見えるのがトゥリフト氷河で、その右側に見えるのがディーヒターホルンである。

ディーヒターホルンは、おおよそ北緯46.648、東経8.361に位置しており、この場所はスイスのベルン州に属している

。
ヨーロッパのアルプス山脈の西部の一部にウルナー・アルプス山脈と呼ばれる部分があり、ディーヒターホルンは、そのウルナー・アルプス山脈を構成する山の1つである。この山の山頂の標高は約3389mであり

、
ここからは天候さえ良ければベルナー・オーバーランドのハスリタール（「ハスリ谷」とも言う

）
を見渡すことができる。ここに登る場合は、普通、Gelmerhutte　（変な字が入っているの出典から拾うこと）　かTrift Hutを基点とする

。
なお、ディーヒターホルンの東側にはトゥリフト氷河が存在している。また、約5km東にはダンマシュトックという山が存在している。（ダンマシュトックから見るとトゥリフト氷河は北に存在している。）この他、南西の標高約1849mの場所には、水力発電を行うために1926年に作られた人工湖のゲルマー湖が存在している。

## 主な参考文献
- ディーヒターホルン